# Leucocharis loyaltiensis
Leucocharis loyaltiensis fue una especie de molusco gasterópodo de la familia Orthalicidae en el orden de los Stylommatophora.

## Distribución geográfica
Fue  endémica de Nueva Caledonia.  